# Teslasena
Teslasena is een geslacht van kevers uit de familie  
kniptorren (Elateridae).
Het geslacht is voor het eerst wetenschappelijk beschreven in 1892 door Fleutiaux.

## Soorten
Het geslacht omvat de volgende soorten:
- Teslasena femoralis Lucas, 1857
- Teslasena foucarti Chassain, 2005
- Teslasena lucasi Fleutiaux, 1899